# Lolo (plaats)
Lolo is een plaats (census-designated place) in de Amerikaanse staat Montana, en valt bestuurlijk gezien onder Missoula County.

## Demografie
Bij de volkstelling in 2020 werd het aantal inwoners vastgesteld op 4.399.

## Geografie
Volgens het United States Census Bureau beslaat de plaats een oppervlakte van
25,1 km², waarvan 24,6 km² land en 0,5 km² water.

## Plaatsen in de nabije omgeving
De onderstaande figuur toont nabijgelegen plaatsen in een straal van 20 km rond Lolo.